# Güldschigit Alykulow
Güldschigit Dschanybekowitsch Alykulow (kirgisisch Гүлжигит Жаныбекович Алыкулов, engl. Transkription: Gulzhigit Zhanybekovich Alykulov; * 25. November 2000 in Bischkek) ist ein kirgisischer Fußballspieler, der seit Januar 2020 beim kasachischen Erstligisten FK Qairat Almaty unter Vertrag steht. Der Flügelspieler ist seit Juni 2019 kirgisischer Nationalspieler.

## Karriere

### Verein
Der in der kirgisischen Hauptstadt Bischkek geborene Alykulow entstammt der fußballerischen Ausbildung des FK Dordoi Bischkek. Im Februar 2017 wechselte der Flügelspieler in die Jugendabteilung des türkischen Erstligisten Antalyaspor, wo er jedoch aufgrund von Schwierigkeiten mit der Arbeitserlaubnis nur in Freundschaftsspielen auf dem Platz stehen durfte. Anfang 2018 kehrte er wieder in seine Heimat zurück, wo er beim Erstligisten FC Khimik Kara-Balta einen Vertrag unterzeichnete. Dort gelang ihm rasch der Durchbruch in die Startformation und er stand bis zu seinem Wechsel bei sieben Toren in 18 Ligaeinsätzen. Zur zweiten Hälfte des Spieljahres 2018 wechselte Alykulow zum Ligakonkurrenten Alga Bischkek. Dort gelang ihm jedoch in 10 Ligaeinsätzen nur ein Torerfolg.
Mitte Februar 2020 schloss sich Alykulow dem belarussischen Erstligisten FK Njoman Hrodna an, wo er mit einem Dreijahresvertrag ausgestattet wurde. Sein Ligadebüt gab er am 29. März 2019 (1. Spieltag) beim 3:2-Auswärtssieg gegen den FK Homel, als er in der 63. Spielminute für Hleb Rassadkin eingewechselt wurde. Am 19. April (4. Spieltag) erzielte er im Heimspiel gegen den FK Wizebsk den entscheidenden Treffer zum 1:0-Sieg. Im Trikot der Westbelarussen etablierte er sich rasch als Stammspieler und die Spielzeit 2019 schloss er mit vier Toren und genauso vielen Vorlagen in 23 Ligaeinsätzen ab. Zum Jahresende erhielt er mit 19 Jahren die Auszeichnung zu Kirgisistans Fußballer des Jahres.
Am 27. Januar 2020 wechselte er zum FK Qairat Almaty in die kasachische Premjer-Liga, wo er einen Zweijahresvertrag mit Option auf ein weiteres Jahr unterzeichnete. Am 7. März 2020 (1. Spieltag) debütierte er beim 2:1-Heimsieg gegen den FK Taras in der höchsten kasachischen Spielklasse, als er in der 81. Spielminute für Jerkebulan Tungghyschbajew eingewechselt wurde. Wie in Belarus entwickelte er sich auch in Kasachstan schnell zur Stammkraft. Am 4. Oktober (Nachholung des 6. Spieltags) erzielte er beim 3:0-Heimsieg gegen den FK Astana sein erstes Saisontor. Mit den Schjolto-tschornyje holte er gleich in seiner ersten Saison 2020 die Meisterschaft.

### Nationalmannschaft
Am 11. Juni 2019 debütierte Alykulow beim 2:2-Unentschieden im freundschaftlichen Länderspiel gegen Palästina für die kirgisische Nationalmannschaft, als er in der 80. Spielminute für Murolimdschon Achmedow eingetauscht wurde. In seinem zweiten Länderspiel am 10. Oktober 2019 beim 7:0-Heimsieg gegen Myanmar in der Qualifikation zur Weltmeisterschaft 2022 erzielte er sein erstes Tor.

## Erfolge

### Verein
- Kasachischer Meister: 2020

### Individuelle Auszeichnungen
- Kirgisistans Fußballer des Jahres: 2019